# Johnston Creek
Il Johnston Creek è un affluente del fiume Bow, nella provincia dell'Alberta occidentale, Canada.
Le sorgenti sono nella valle glaciale del Banff National Park, ai piedi della Cascade Mountain. Attraverso una serie di gole raggiunge il fiume Bow dopo 7 cascate a sud di Castle Mountain, a metà strada tra Banff e Lake Louise.

## Johnston Canyon
Una popolare escursione segue le gole, e gli ink Pots, una serie di sorgive che si trovano nelle immediate vicinanze delle sorgenti. Le cascate all'interno de canyon, durante l'inverno, sono meta di appassionati scalatori di ghiaccio.

### Galleria d'immagini

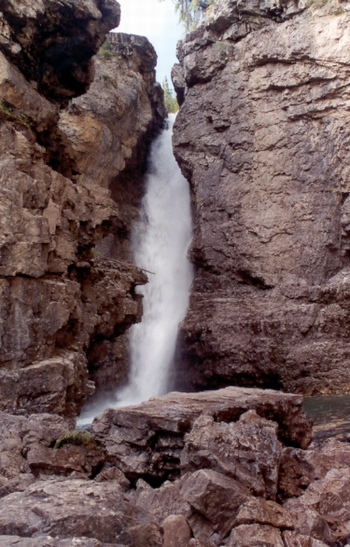
Cascade in Johnston Canyon
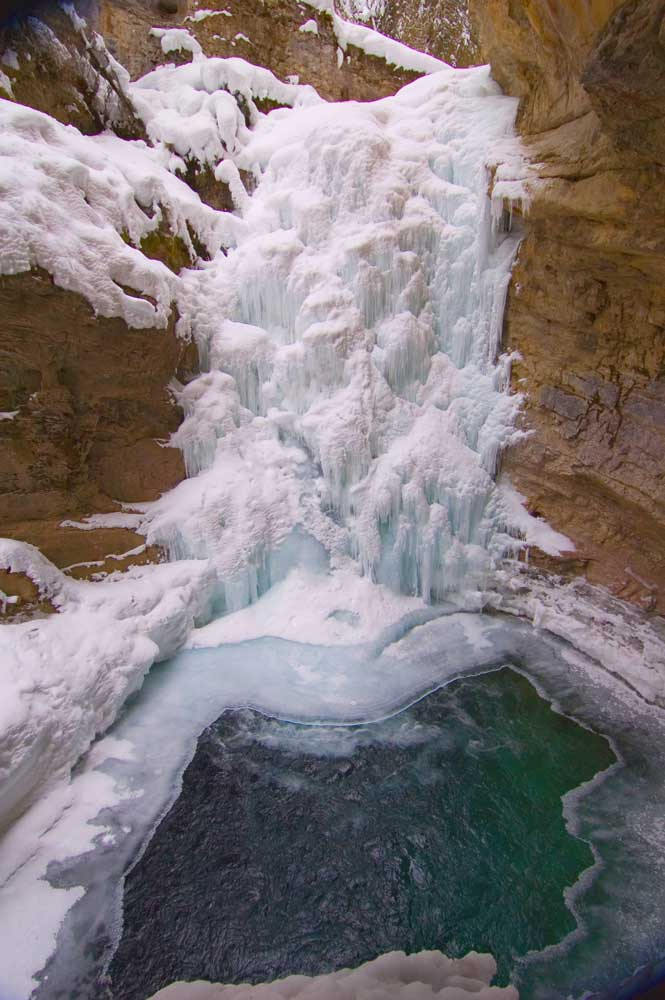
Frozen Lower Falls in Johnston Canyon